# Sotalia
Genre
Statut de conservation UICN

 DD  : Données insuffisantes
Sotalia est un genre de dauphin qui comprend deux espèces :
- Sotalia fluviatilis, dite tucuxi ou sotalie de l'Amazone.
- Sotalia guianensis, dite dauphin de Guyane ou costero.

### Genre
- (en) Mammal Species of the World (3e  éd., 2005) :  Sotalia
- (fr + en) ITIS : Sotalia Gray, 1866
- (en) Animal Diversity Web : Sotalia
- (en) NCBI : Sotalia (taxons inclus)
- (fr + en) CITES : genre Sotalia  (sur le site de l’UNEP-WCMC)

### Espèce
- (fr + en) ITIS : Sotalia fluviatilis (Gervais and Deville, 1853)
- (en) NCBI : Sotalia fluviatilis (taxons inclus)
- (en) UICN : espèce Sotalia fluviatilis (Gervais et Deville, 1853)